# 千葉日報ニュース
『千葉日報ニュース』（ちばにっぽうニュース）は、千葉日報社提供の下、千葉テレビ放送が1971年5月3日から2003年7月31日まで放送していた千葉県内向けのニュース番組。
本項では、同番組を再現した千葉日報ニュースβ（ちばにっぽうニュースベータ）についても記述する。

## 概要
原則として動画を使わず、モノクロ写真（静止画）とブルーバックのテロップ及び説明のナレーションのみ、というスタイルを1999年のリニューアルまで貫き、千葉県民に親しまれてきた。また、全国規模、世界的規模の大きなニュースがあったとしても県内の出来事に関する報道を優先してきた。
番組開始当初からリニューアルまでの間の28年に渡って、オープニングテーマ曲は重厚ながら時代錯誤でおどろおどろしい（まるで怪獣映画の様な）曲調のオーケストラ演奏の音楽が使われ続けた。番組のエンディングではお便り募集の告知が以下のように掲載された（文面は1990年代後半以降のもの）。
1999年にはテーマ曲（この際、千葉日報社の社屋をタイトルバックに使用）や視覚効果を変え、カラー写真も多用し、近代化したスタイルに衣替えしたが、2003年7月31日をもって終了し、18:05から18:15までに放送していた「CTCニュース」に統合（18:00-18:10に繰り上げ）された。ほかに平日朝の情報番組のコーナーとして放送している。

## 放送時間（JST）
- 1971年5月3日〜1971年10月3日 月曜〜金曜 21:45〜21:55、土曜・日曜 22:00〜22:10
- 1971年10月4日〜1971年12月26日 月曜〜日曜 20:50〜21:00
- 1972年1月3日〜1972年4月2日 月曜〜日曜 21:00〜21:10
- 1972年4月3日〜1973年4月1日 月曜〜日曜 21:30〜21:40
- 1973年4月2日〜1974年3月31日 月曜〜日曜 20:10〜20:20
- 1974年4月1日〜1974年10月6日 月曜〜土曜 19:50〜20:00、日曜 20:20〜20:30
- 1974年10月7日〜1975年9月28日 月曜〜土曜 19:45〜19:55、日曜 20:25〜20:30
- 1975年10月1日〜1976年3月28日 月曜〜日曜 18:00〜18:10（天気予報内包）
- 1976年4月1日〜1976年9月30日 月曜〜日曜 18:00〜18:05（「CTCテレビ夕刊」内）
- 1976年10月4日〜2003年7月31日 月曜〜日曜 18:00〜18:05

## 千葉日報ニュースβ
千葉日報のニュースサイト「ちばとぴ」のコンテンツ拡充のために企画されたYouTube上の番組。月1回程度の配信で、2014年から2017年にかけて制作された。
前述のおどろおどろしいオープニングテーマ曲は千葉日報社にも千葉テレビにも音源が残っていなかったため、音楽好きの記者がシンセサイザーで再現した。
動画は約10分程度で、キャスターは千葉県ゆかりの人物が交代で担当する（ジャガー、ゴールデンボーイズ、C-Style、バッドボーイズなど）動画の前半部分は千葉日報本紙・ちばとぴからニュースを2〜3本ピックアップする。エンドカードを挟んで後半はキャスターの自己紹介コーナーとなる。

### 本番組以降の千葉テレビの夕方放映ローカルニュース
- CTCテレビ夕刊
- CTCニュース
- NEWS WAVEちば
- ニュースChiba
- NEWSチバ